# 磅力
磅力（pound-force）是力的英制單位，符號為lbf、lbf。一磅力為質量為一磅的物體在地球表面上所受的重力。

## 定義
| 1 lbf | ≡ 0.45359237 kg × 9.80665 m/s2 |
|       | = 4.4482216152605 N（精確值）  |

## 另見
- 磅
- 英制
- 重量
- 牛頓 (單位)